# Wehmeyer (Unternehmen)
Die Wehmeyer GmbH & Co. KG war ein Modehausbetreiber mit dem Hauptsitz in Aachen und später in Düsseldorf. Wehmeyer hatte im Jahr 2011 285 Beschäftigte und 18 Filialen, 16 in Nordrhein-Westfalen und zwei in Rheinland-Pfalz. Das Sortiment umfasste insbesondere Bekleidung mittlerer Preislagen und war in erster Linie auf Kunden über dem 30. Lebensjahr ausgerichtet.

## Geschichte
Das Unternehmen wurde im Jahr 1950 als Bekleidungs-Einzelhandelsgeschäft in Aachen gegründet. Später gehörte es kurzzeitig bis 1993 zum Hertie-Unternehmen. Wehmeyer wurde im August 2005 vom KarstadtQuelle-Konzern an Gesellschaften der Schottenstein-Gruppe, einem Finanzinvestor aus den USA, und die im Textilgeschäft tätige Miro Radici AG aus Bergkamen verkauft. Im Januar 2008 wurde die Schottenstein-Gruppe alleiniger Gesellschafter der MRSBC Holding, der Muttergesellschaft von Wehmeyer.
Der Umsatz betrug im Jahr 2007 rund 150 Millionen Euro bei zu diesem Zeitpunkt 1100 Beschäftigten. Am 4. Juli 2008 wurde für das Unternehmen ein Insolvenzantrag gestellt. Zum 1. Oktober 2008 schloss Wehmeyer 16 seiner damals 39 Filialen. Fast die Hälfte der 950 Arbeitsplätze fielen damit weg. Die betroffenen Beschäftigten wurden vier Monate lang in einer Beschäftigungs- und Qualifizierungsgesellschaft (BQG) angestellt. Im November 2008 übernahm der indische Textilunternehmer Rajive Ranjan das Unternehmen als Besitzer und Geschäftsführer. Ranjan benannte das Unternehmen in Wehmeyer Lifestyle GmbH um. Den Ausbau des Eigenmarkenanteils von 50 auf 60 Prozent und die Konzentration auf Standorte in Kleinstädten gab Ranjan als Sanierungsstrategie an. Zudem wollte er 15 Mio. Euro investieren, insbesondere in die Modernisierung der Verkaufsflächen. Die Bezahlung der Angestellten wurde zum Teil auf erfolgsabhängige Beträge umgestellt.
Ende 2009 gab das Unternehmen bekannt, dass es den Verlust von 15 Mio. Euro im Jahr 2008 auf voraussichtlich zwei Millionen im Jahr 2009 bei einem Umsatz von 75 Mio. Euro verringert habe. Für 2010 seien wieder Gewinne und 2011 die Eröffnung neuer Filialen geplant.
Im März 2011 verlegte Wehmeyer den Hauptsitz von Aachen nach Düsseldorf. Am 24. Juni 2011 wurde erneut ein Insolvenzantrag gestellt. Im September 2011 übernahm die Adler Modemärkte AG die 18 Filialen sowie die 285 Mitarbeiter von Wehmeyer und schloss die Zentrale in Düsseldorf.